# Ctenosaura
Ctenosaura Wiegmann, 1828 è un genere di sauri della famiglia degli Iguanidi che raggruppa 17 specie originarie del Messico e dell'America Centrale. Il nome trae origine da due parole greche: ctenos (κτενός), «pettine» (in riferimento alle spine che, simili ai denti di un pettine, corrono lungo il dorso e la coda di questi animali), e saura (σαύρα), «lucertola».

## Descrizione
Le diciassette specie che compongono il genere Ctenosaura (dalla lunghezza totale anche superiore a 1 m) hanno il corpo leggermente compresso lateralmente e percorso dorsalmente da una breve cresta, e la coda rivestita di squame spinose, disposte in serie trasversali, grazie alle quali costituisce un'efficace arma di difesa; la colorazione è verde durante il periodo giovanile, nera in età adulta.

## Biologia
Sono animali onnivori, che si nutrono di frutti, fiori, fogliame e piccoli animali. Vivono nelle foreste secche di pianura, al di sotto dei 1200 m, delle regioni costiere di Messico e America centrale, sia lungo il versante atlantico sia su quello pacifico. Malgrado l'aspetto pesante, all'occorrenza questi animali possono muoversi piuttosto velocemente. Il record di velocità nel mondo delle lucertole (34 km/h) è detenuto proprio da una Ctenosaura similis della Costa Rica.

## Specie
Il genere Ctenosaura è il più ricco di specie della famiglia degli Iguanidi. Quelle riconosciute da The Reptile Database sono le seguenti:
| Specie                     | Autore                 | Distribuzione                                                                | Status IUCN |  |
| -------------------------- | ---------------------- | ---------------------------------------------------------------------------- | ----------- |  |
| Ctenosaura acanthura       | (Shaw, 1802)           | Messico orientale                                                            |             |  |
| Ctenosaura alfredschmidti  | Köhler, 1995           | Messico e Guatemala                                                          |             |  |
| Ctenosaura bakeri          | Stejneger, 1901        | Isola di Útila, al largo dell'Honduras                                       |             |  |
| Ctenosaura clarki          | Bailey, 1928           | Messico occidentale                                                          |             |  |
| Ctenosaura conspicuosa     | Dickerson, 1919        | Isola di San Esteban (golfo di California)                                   |             |  |
| Ctenosaura defensor        | (Cope, 1866)           | Messico meridionale                                                          |             |  |
| Ctenosaura flavidorsalis   | Köhler & Klemmer, 1994 | Honduras, El Salvador e Guatemala                                            |             |  |
| Ctenosaura hemilopha       | (Cope, 1863)           | Metà meridionale di Baja California (Messico)                                |             |  |
| Ctenosaura macrolopha      | Smith, 1972            | Sonora (Messico)                                                             |             |  |
| Ctenosaura melanosterna    | Buckley & Axtell, 1997 | Honduras                                                                     |             |  |
| Ctenosaura nolascensis     | Smith, 1972            | Isola di San Pedro Nolasco (golfo di California)                             |             |  |
| Ctenosaura oaxacana        | Köhler & Hasbun, 2001  | Oaxaca (Messico)                                                             |             |  |
| Ctenosaura oedirhina       | De Queiroz, 1987       | Isola di Roatán (Honduras)                                                   |             |  |
| Ctenosaura palearis        | Stejneger, 1899        | Guatemala                                                                    |             |  |
| Ctenosaura pectinata       | (Wiegmann, 1834)       | Messico occidentale. Introdotta nelle regioni meridionali di Texas e Florida |             |  |
| Ctenosaura quinquecarinata | (Gray, 1842)           | Nicaragua e Costa Rica                                                       |             |  |
| Ctenosaura similis         | (Gray, 1831)           | Messico, America Centrale e Colombia. Introdotta nella Florida meridionale   |             |  |